# Pacman
Pacman（パックマン）は、Arch Linuxの一コンポーネントとして開発されたソフトウェアパッケージ管理システム。Arch Linux創設者であるジャッド・ヴィネットにより作成された。

## 概要
Pacmanはインストールするパッケージとその依存関係を自動的に解決し、すべての必要なパッケージのダウンロードおよびインストールを行う。その他にもインストールされたパッケージの検索、アップグレード、削除、クリーンアップや、リポジトリ以外からの、ローカルシステムやインターネット上のパッケージファイルのインストールなど、パッケージ管理に関するほぼすべての作業を行う。理論的には、利用者は一つのコマンドを実行するだけでシステムの完全なアップグレードが行える。また、Arch Linuxの他、Frugalware Linux、Windows上のMSYS2（Cygwinのフォーク）のパッケージマネージャーとしてもパッケージをインストールするのにも使われている。
Pacmanはすべてのパッケージに、コンパイルされたバイナリファイルを含む圧縮されたtarアーカイブを使用する。パッケージはリポジトリ設定によりFTP、HTTPまたはその両方でダウンロードする。ダウンロードに使用するソフトウェアはデフォルトではwgetだが、aria2など他のダウンロードユーティリティへのカスタマイズも可能である。また、ソースコードからのパッケージ作成を補完するABS（Arch Build System）が用意されている。

## 主な使用法

### パッケージのインストール
リポジトリ上にあるパッケージの検索
pacman -Ss [キーワード]
リポジトリ上にあるパッケージのインストール
pacman -S [パッケージ名]
ローカルシステム上にあるパッケージ (.pkg.tar.xz/gz) のインストール
pacman -U [ファイルパス]
インターネット上にあるパッケージ (.pkg.tar.xz/gz) のインストール
pacman -U [URL]

### パッケージの削除
指定したパッケージのみの削除（依存関係にあるものは削除しない）
pacman -R [パッケージ名]
指定したパッケージとそれ以外で使用されない依存関係にあるものを削除
pacman -Rs [パッケージ名]

### システムのアップグレード
リポジトリとローカルパッケージデータベースとの同期
pacman -Sy
リポジトリとローカルパッケージデータベースとの同期およびアップグレード
pacman -Syu

### ローカルパッケージデータベースの検索
インストール済みパッケージの検索
pacman -Qs [キーワード]
インストール済みパッケージの情報
pacman -Qi [パッケージ名]
インストール済みパッケージのファイルリスト
pacman -Ql [パッケージ名]
インストール済みパッケージのリストアップ
pacman -Qqe > pkglist
リストアップしたパッケージ情報を元にしたインストール
pacman -S $(cat pkglist)

### その他
孤立したパッケージの削除
pacman -Rs $(pacman -Qtdq)
パッケージキャッシュ (/var/cache/pacman/pkg) のクリーンアップ
pacman -Scc